# The Black Album (альбом Прінса)

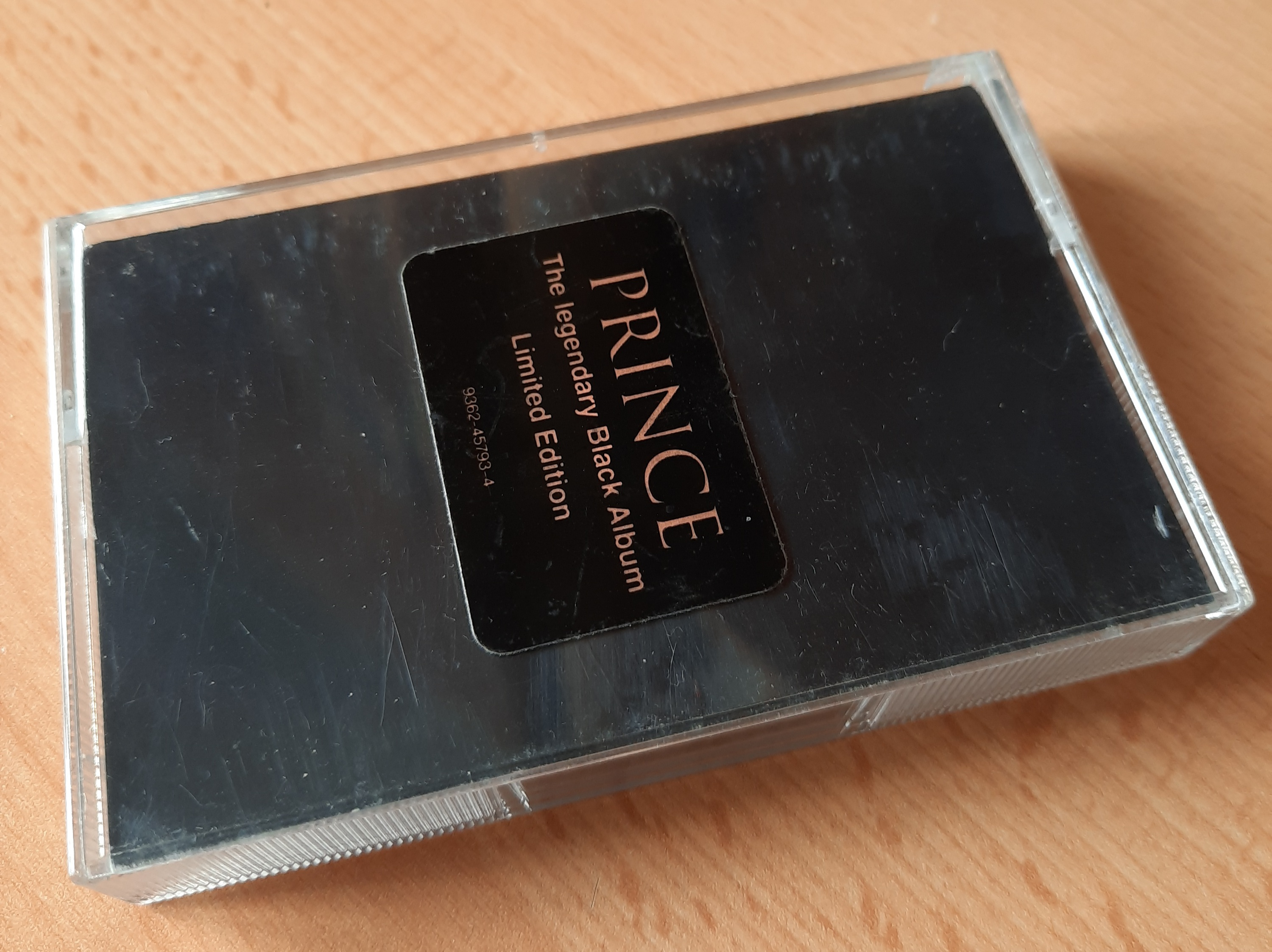
Касета Чорного Альбому 1994 року видання (лімітоване видання).

The Black Album — чотирнадцятий студійний альбом американського співака та композитора Прінса, випущений 22 листопада 1994 року на лейблі Warner Bros. Records. Реліз альбому було заплановано на 8 грудня 1987 року. Обкладинка мала бути абсолютно чорною та без ініціалів Прінса чи назви альбому. У відповідь на критику про те, що музикант став занадто орієнтованим на попмузику, Прінс записав Чорний Альбом, щоб повернути прихильність афроамериканської публіки. Альбом неофіційно називають Біблією фанку.
За тиждень до релізу Прінс вирішив, що альбом є лихим та скасував випуск, але невелика кількість копій альбому з пресрелізу (приблизно 100 європейських копій та декілька американських) залишилась і перекуповувалась за високу ціну. Тим самим альбом став популярним, а його копії 1987 року — унікальними. Бутлеґи Чорного альбому стали найпопулярнішими з часів альбому «Smile» гурту The Beach Boys.

## Список композицій
Перша сторона
1. «Le Grind» – 6:44
2. «Cindy C.» – 6:15
3. «Dead on It» – 4:37
4. «When 2 R in Love» – 3:59*

Друга сторона
1. «Bob George» – 5:36
2. «Superfunkycalifragisexy» – 5:55
3. «2 Nigs United 4 West Compton» – 7:01
4. «Rockhard in a Funky Place» – 4:31

## Цікаві факти
У квітні 2016 року промозапис альбому 1987 року був придбаний на сайті Discogs за 15 000 доларів. У 2017 році американська копія 1987 року була придбана за сорок дві тисячі доларів. У 2018 році знайдена канадська копія була придбана за двадцять сім тисяч доларів.